# Ribba (idrottsredskap)

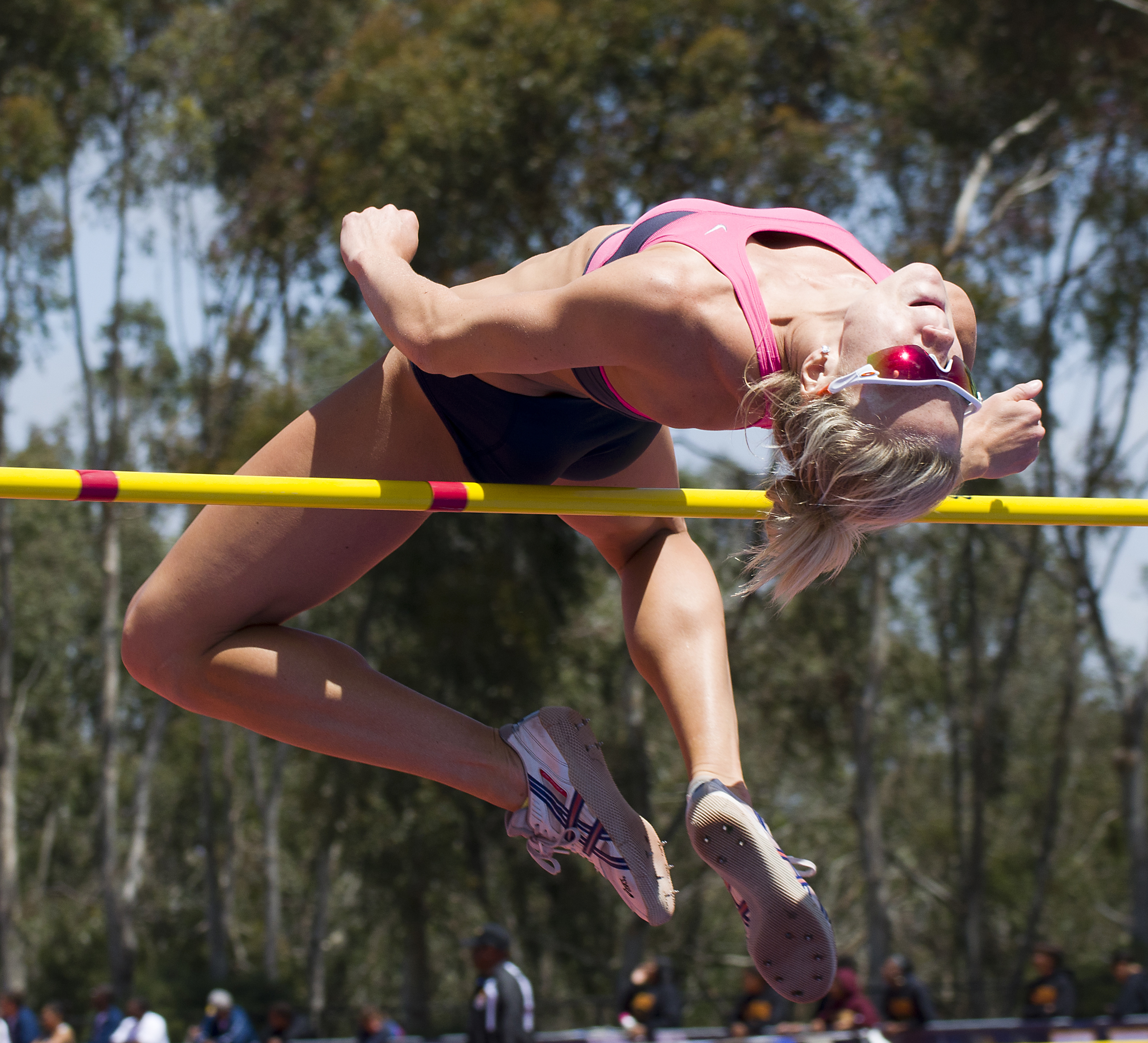
En höjdhoppare tar sig över ribban.

Ribba är ett horisontalt liggande redskap på hoppställningen inom friidrottsgrenarna höjdhopp och stavhopp och den som de tävlande skall ta sig över. Ribban vilar på hoppställningen och ramlar ned ifall hopparen vidrör den under hoppet.